# هکروان
هکر وان (HackerOne) یک شرکت متخصص در امنیت سایبری است که به‌طور خاص در مدیریت مقاومت در برابر حملات فعالیت می‌کند. این شرکت تخصص امنیتی هکرهای اخلاقی را با کشف دارایی‌ها، ارزیابی مستمر و بهبود فرآیندها ترکیب می‌کند تا شکاف‌های سطح حملات دیجیتال را شناسایی و برطرف کند. این شرکت یکی از اولین سازمان‌هایی بود که امنیت جمع‌سپاری شده و استفاده از محققان امنیت سایبری را به‌عنوان محور اصلی مدل کسب‌وکار خود پذیرفت و پیشگام در حوزه جایزه‌های شکار باگ (Bug Bounty) و افشای هماهنگ‌شده آسیب‌پذیری‌ها شد. تا دسامبر ۲۰۲۲، شبکه هکر وان بیش از ۲۳۰ میلیون دلار جایزه پرداخت کرده بود. مشتریان این شرکت شامل وزارت دفاع ایالات متحده، جنرال موتورز، گیت‌هاب، گلدمن ساکس، گوگل، هایت، لوفت‌هانزا، مایکروسافت، وزارت دفاع سنگاپور (MINDEF)، نینتندو، پی‌پال، اسلک، توییتر و یاهو هستند.

## تاریخچه
در سال ۲۰۱۱، هکرهای هلندی جابرت آبما و میشل پرینس تلاش کردند تا آسیب‌پذیری‌های امنیتی در ۱۰۰ شرکت بزرگ فناوری را شناسایی کنند. آن‌ها در همه این شرکت‌ها، از جمله فیسبوک، گوگل، اپل، مایکروسافت و توییتر، نقص‌هایی پیدا کردند. این تلاش را "Hack 100" نامیدند و با شرکت‌های در معرض خطر تماس گرفتند. در حالی که بسیاری از شرکت‌ها تلاش‌های افشای آن‌ها را نادیده گرفتند، شریل سندبرگ، مدیر عملیات فیسبوک، هشدار را به الکس رایس، مدیر امنیت محصول فیسبوک، منتقل کرد. رایس، آبما و پرینس ارتباط برقرار کردند و به همراه مریجن ترهگن در سال ۲۰۱۲ شرکت HackerOne را تأسیس کردند.
در نوامبر ۲۰۱۵، ترهگن از سمت مدیرعاملی کناره‌گیری کرد و مارتن میکوس جایگزین او شد. در نوامبر ۲۰۱۳، این شرکت برنامه‌ای برای تشویق کشف و افشای مسئولانه آسیب‌پذیری‌های نرم‌افزاری برگزار کرد. مایکروسافت و فیسبوک از این ابتکار که با نام پروژه Internet Bug Bounty شناخته می‌شد، حمایت مالی کردند. تا ژوئن ۲۰۱۵، پلتفرم شکار باگ HackerOne حدود ۱۰,۰۰۰ آسیب‌پذیری شناسایی کرده و بیش از ۱ میلیون دلار به محققان پرداخت کرده بود.
در سپتامبر ۲۰۱۵، این شرکت مدلی برای بلوغ هماهنگی آسیب‌پذیری‌ها معرفی کرد که کِیتی موسوریس، رئیس وقت سیاست‌گذاری شرکت، آن را "تلاشی مهم برای تعیین استانداردهای حداقلی معقول در نحوه مدیریت گزارش‌های آسیب‌پذیری‌های غیرمستقیم و ناخواسته توسط سازمان‌ها" توصیف کرد.
در آوریل ۲۰۱۷، این شرکت اعلام کرد که تعداد مشتریانش در اروپا ۲۴۰٪ رشد سالانه داشته است و به همین دلیل دفاتر جدیدی در اروپا برای پاسخگویی به تقاضای رو به افزایش مشتریان افتتاح کرد.
در آوریل ۲۰۲۲، HackerOne شرکت PullRequest، یک پلتفرم ارائه خدمات بررسی کد (Code Review as a Service)، را خریداری کرد.

## سرمایه‌گذاری
در ماه می ۲۰۱۴، هکر وان (HackerOne) مبلغ ۹ میلیون دلار سرمایه‌گذاری سری A از شرکت سرمایه‌گذاری خطرپذیر Benchmark دریافت کرد. سرمایه‌گذاری سری B به ارزش ۲۵ میلیون دلار توسط New Enterprise Associates هدایت شد. سرمایه‌گذاران فرشته شامل مارک بنیوف (مدیرعامل Salesforce)، یوری میلر (مؤسس Digital Sky Technologies)، درو هاستون (مدیرعامل Dropbox) و جرمی استاپلمن (مدیرعامل Yelp) بودند.
در فوریه ۲۰۱۷، سری C به رهبری Dragoneer Investment Group، مبلغ ۴۰ میلیون دلار برای شرکت جذب کرد که مجموع سرمایه‌گذاری‌ها تا آن زمان به ۷۴ میلیون دلار رسید. در آوریل ۲۰۱۷، صندوق سرمایه‌گذاری اروپایی EQT Ventures نیز در این دور از سرمایه‌گذاری ۴۰ میلیون دلاری شرکت کرد.
در سال ۲۰۱۹، هکر وان در دور سری D به رهبری Valor Equity Partners مبلغ ۳۶ میلیون دلار دیگر سرمایه‌گذاری جذب کرد.

## برنامه‌های وزارت دفاع ایالات متحده (DoD)
در مارس ۲۰۱۶، وزارت دفاع ایالات متحده برنامه‌ای با عنوان "Hack the Pentagon" را با استفاده از پلتفرم HackerOne راه‌اندازی کرد. این برنامه ۲۴ روزه منجر به شناسایی و رفع ۱۳۸ آسیب‌پذیری در وب‌سایت‌های وزارت دفاع شد و بیش از ۷۰,۰۰۰ دلار جایزه به پژوهشگران شرکت‌کننده پرداخت شد.
در اکتبر همان سال، وزارت دفاع سیاست افشای آسیب‌پذیری (VDP) را تدوین کرد که اولین سیاست از این نوع در دولت ایالات متحده بود. این سیاست شرایط قانونی‌ای را مشخص کرد که در آن پژوهشگران امنیت سایبری می‌توانند برنامه‌های عمومی را برای یافتن آسیب‌پذیری‌های امنیتی بررسی کنند. اولین اجرای این سیاست در چارچوب برنامه "Hack the Army" انجام شد که برای نخستین بار از هکرها دعوت کرد تا نقص‌های امنیتی در سیستم‌های ارتش ایالات متحده را شناسایی و گزارش کنند.
برنامه Hack the Army منجر به ارائه ۱۱۸ گزارش معتبر از آسیب‌پذیری‌ها شد. ۳۷۱ نفر، از جمله ۲۵ کارمند دولتی و ۱۷ نفر از پرسنل نظامی، در این برنامه شرکت کردند و حدود ۱۰۰,۰۰۰ دلار جایزه به پژوهشگران پرداخت شد.
در ماه می ۲۰۱۷، وزارت دفاع این برنامه را به "Hack the Air Force" گسترش داد. این برنامه منجر به کشف ۲۰۷ آسیب‌پذیری شد و بیش از ۱۳۰,۰۰۰ دلار جایزه پرداخت شد. تا پایان سال ۲۰۱۷، وزارت دفاع از طریق این ابتکارات افشای آسیب‌پذیری هزاران نقص امنیتی را شناسایی و رفع کرد.

## رویدادها و هکینگ زنده
در فوریه ۲۰۱۷، HackerOne یک هکاتون اختصاصی با دعوت‌نامه برگزار کرد که در آن محققان امنیتی از سراسر جهان برای شناسایی آسیب‌پذیری‌های سایت‌های تجارت الکترونیکی Airbnb و Shopify شرکت کردند. این دومین هکاتون از این نوع بود؛ اولین رویداد در آگوست ۲۰۱۶ در جریان کنفرانس امنیتی کلاه سیاه Black Hat در لاس‌وگاس برگزار شده بود.
در سال ۲۰۱۸، HackerOne رویدادهای هکینگ زنده را در شهرهای مختلف ایالات متحده و آسیا برگزار کرد. نمایندگان آسیا (هند) موفق به کسب جایگاه اول شدند و مونا رانگام جایزه نقدی یک میلیون دلاری دریافت کرد. در رویدادهای بعدی نیز بیش از ۱ میلیون دلار جایزه پرداخت شد، به‌طوری که در یک رویداد در آوریل ۲۰۱۸ در سان‌فرانسیسکو، شرکت Oath Inc. (که اکنون با نام Verizon Media شناخته می‌شود) بیش از ۴۰۰,۰۰۰ دلار جایزه پرداخت کرد.
در اکتبر ۲۰۱۷، HackerOne اولین کنفرانس خود را با عنوان Security@ San Francisco برگزار کرد. این رویداد با ۲۰۰ شرکت‌کننده شامل سخنرانانی از وزارت دفاع ایالات متحده، جنرال موتورز، اوبر و همچنین هکرها بود.

## دوره ها
HackerOne یک دوره آنلاین ارائه می‌دهد که به افراد کمک می‌کند آسیب‌پذیری‌های امنیتی را شناسایی کرده و تکنیک‌های دیگر در حوزه امنیت سایبری را یاد بگیرند. هر پلتفرم امنیتی جمع‌سپاری شده رویکرد و اهداف خاص خود را دنبال می‌کند.
HackerOne عمدتاً بر خدمات تست نفوذ تمرکز دارد و دارای گواهینامه‌های امنیتی از جمله ISO 27001 و مجوز FedRAMP است. در حالی که سایر رقبا در این حوزه، مانند Bugcrowd، روی مدیریت سطح حمله و طیف گسترده‌ای از خدمات تست نفوذ برای IoT، API و حتی شبکه‌ها تمرکز می‌کنند.

## موقعیت‌ها
دفتر مرکزی HackerOne در سان‌فرانسیسکو قرار دارد. این شرکت یک دفتر توسعه در گرونینگن، هلند دارد. در آوریل ۲۰۱۷، HackerOne اعلام کرد که دفاتری در لندن، انگلستان و آلمان نیز تأسیس کرده است.